# Natação no Campeonato Europeu de Esportes Aquáticos de 2014 - 4x100 m medley feminino
A prova do revezamento 4x100 metros medley feminino da natação no Campeonato Europeu de Esportes Aquáticos de 2014 ocorreu no dia 24 de agosto em Berlim, na Alemanha. 

## Calendário
| Fase          | Data         | Hora  |
| ------------- | ------------ | ----- |
| Eliminatórias | 24 de agosto | 10:13 |
| Final         | 24 de agosto | 16:55 |

Todos os horários estão no horário local (UTC+1)

## Recordes
Antes desta competição, os recordes eram os seguintes:
| Recorde mundial       | Estados Unidos | 3:52.05 | Londres          | 4 de agosto de 2012 |
| Recorde europeu       | Alemanha       | 3:55.79 | Roma             | 1 de agosto de 2009 |
| Recorde do campeonato | Alemanha       | 3:58.43 | Hungria Debrecen | 27 de maio de 2012  |

Os seguintes novos recordes foram estabelecidos durante esta competição. 
| Data         | Prova | Nadadoras                                                                                             | Nacionalidade | Tempo   | Recordes |
| ------------ | ----- | --- | ------------- | ------- | -------- |
| 24 de agosto | Final | Mie Nielsen (1:00.37) Rikke Møller Pedersen (1:06.07) Jeanette Ottesen (56.15) Pernille Blume (53.03) | Dinamarca     | 3:55.62 | ,        |

## Medalhistas
| Ouro                                                                                | Prata                                                                        | Bronze                                                                        |
| Dinamarca · Mie Nielsen · Rikke Møller Pedersen · Jeanette Ottesen · Pernille Blume | Suécia · Ida Lindborg · Jennie Johansson · Sarah Sjöström · Michelle Coleman | Reino Unido · Georgia Davies · Sophie Taylor · Jemma Lowe · Francesca Halsall |

## Resultados

### Eliminatórias
Esses foram os resultados das eliminatórias. 
| Pos. | Bateria | Raia | Nacionalidade | Nadadoras | Tempo   | Notas |
| ---- | ------- | ---- | ------------- | --- | ------- | ----- |
| 1    | 1       | 3    | Dinamarca     | Mie Nielsen (1:00.43) Rikke Møller Pedersen (1:06.37) Jeanette Ottesen (59.10) Pernille Blume (53.92)            | 3:59.82 | Q     |
| 2    | 1       | 4    | Países Baixos | Wendy van den Zanden (1:02.89) Moniek Nijhuis (1:07.51) Inge Dekker (57.40) Femke Heemskerk (53.48)              | 4:01.28 | Q     |
| 3    | 1       | 5    | Suécia        | Ida Lindborg (1:01.31) Jennie Johansson (1:06.89) Louise Hansson (1:00.09) Michelle Coleman (53.54)              | 4:01.83 | Q     |
| 4    | 2       | 6    | Reino Unido   | Elizabeth Simmonds (1:00.92) Sophie Taylor (1:08.05) Jemma Lowe (58.50) Rebecca Turner (55.56)                   | 4:03.03 | Q     |
| 5    | 2       | 7    | Itália        | Arianna Barbieri (1:02.06) Giulia de Ascentis (1:08.87) Elena di Liddo (58.32) Erika Ferraioli (54.40)           | 4:03.65 | Q     |
| 6    | 2       | 4    | Ucrânia       | Daryna Zevina (1:01.97) Mariya Liver (1:07.52) Lyubov Korol (59.68) Darya Stepanyuk (54.94)                      | 4:04.11 | Q     |
| 7    | 2       | 3    | Espanha       | Duane da Rocha (1:00.88) Jessica Vall (1:08.23) Judit Ignacio (59.55) Fatima Gallardo (55.57)                    | 4:04.23 | Q     |
| 8    | 2       | 2    | Rússia        | Daria Ustinova (1:01.06) Maria Astashkina (1:08.62) Svetlana Chimrova (59.81) Margarita Nesterova (55.05)        | 4:04.54 | Q     |
| 9    | 1       | 2    | Alemanha      | Lisa Graf (1:01.73) Vanessa Grimberg (1:09.19) Alexandra Wenk (58.97) Annika Bruhn (54.92)                       | 4:04.81 |       |
| 10   | 1       | 6    | França        | Mathilde Cini (1:02.37) Coralie Dobral (1:09.17) Marie Wattel (59.59) Charlotte Bonnet (55.06)                   | 4:06.19 |       |
| 11   | 2       | 1    | Chéquia       | Simona Baumrtova (1:01.04) Martina Moravcikova (1:08.45) Barbora Zavadova (1:00.93) Anna Kolarova (56.48)        | 4:06.90 |       |
| 12   | 1       | 7    | Bélgica       | Maaike Ramael (1:04.38) Fanny Lecluyse (1:08.67) Kimberly Buys (58.08) Jolien Sysmans (55.94)                    | 4:07.07 |       |
| 13   | 2       | 5    | Finlândia     | Mimosa Jallow (1:02.56) Jenna Laukkanen (1:09.18) Tanja Kylliaeinen (1:01.55) Hanna-Maria Seppala (55.19)        | 4:08.48 |       |
| 14   | 1       | 1    | Sérvia        | Andrea Basaraba (1:07.78) Jovana Bogdanovic (1:16.72) Katarina Simonovic (1:04.91) Miroslava Najdanovski (57.60) | 4:27.01 |       |

### Final
Esse foi o resultado da final. 
| Pos.              | Raia | Nacionalidade | Nadadoras                                                                                                | Tempo   | Notas |
| ----------------- | ---- | ------------- | --- | ------- | ----- |
| Medalha de ouro   | 4    | Dinamarca     | Mie Nielsen (1:00.37) Rikke Møller Pedersen (1:06.07) Jeanette Ottesen (56.15) Pernille Blume (53.03)    | 3:55.62 | ,     |
| Medalha de prata  | 3    | Suécia        | Ida Lindborg (1:01.25) Jennie Johansson (1:06.28) Sarah Sjöström (55.47) Michelle Coleman (53.04)        | 3:56.04 |       |
| Medalha de bronze | 6    | Reino Unido   | Georgia Davies (1:00.00) Sophie Taylor (1:06.97) Jemma Lowe (57.97) Francesca Halsall (53.03)            | 3:57.97 |       |
| 4                 | 5    | Países Baixos | Wendy van den Zanden (1:02.31) Moniek Nijhuis (1:06.70) Inge Dekker (56.92) Femke Heemskerk (52.40)      | 3:58.33 |       |
| 5                 | 2    | Itália        | Carlotta Zofkova (1:00.65) Arianna Castiglioni (1:07.31) Ilaria Bianchi (57.60) Erika Ferraioli (54.06)  | 3:59.62 |       |
| 6                 | 8    | Rússia        | Daria Ustinova (1:00.85) Vitalina Simonova (1:07.81) Svetlana Chimrova (59.00) Veronika Popova (53.90)   | 4:01.56 |       |
| 7                 | 1    | Espanha       | Duane da Rocha (1:00.58) Jessica Vall (1:07.36) Judit Ignacio Sorribes (1:00.11) Fatima Gallardo (54.79) | 4:02.84 |       |
| 8                 | 7    | Ucrânia       | Daryna Zevina (1:01.96) Mariya Liver (1:07.13) Lyubov Korol (1:00.01) Darya Stepanyuk (55.34)            | 4:04.44 |       |

Legenda
| Recorde mundial       | Recorde mundial (World record)               |                       | Recorde africano                      | Recorde africano (African) |                                           | Q | Classificado por posição (Qualified) |
| Recorde do campeonato | Recorde do campeonato (Championship record)  | Recorde da América    | Recorde da América (Americas)         | q                          | Classificado por melhor tempo (Qualified) |   |                                      |
| Melhor marca do ano   | Melhor marca do ano (World leading)          | Recorde asiático      | Recorde asiático (Asian)              | DNS                        | Não largou (Did not start)                |   |                                      |
| Recorde nacional      | Recorde nacional (National record)           | Recorde europeu       | Recorde europeu (European)            | DNF                        | Não terminou (Did not finish)             |   |                                      |
| Recorde pessoal       | Recorde pessoal do atleta (Personal best)    | Recorde da Oceania    | Recorde da Oceania (Oceania)          | DSQ / DQ                   | Desclassificado (Disqualified)            |   |                                      |
| Recorde da temporada  | Recorde da temporada do atleta (Season best) | Recorde sul-americano | Recorde sul-americano (South America) | NM                         | Sem marca (No mark)                       |   |                                      |